# Pilatus PC-7
Pilatus PC-7 je vojni školski zrakoplov švicarskog proizvođača zrakoplova Pilatusa. Između ostalog koristi se za osnovnu obuku, noćno i instrumentalno letenje te akrobatske letove.

## Razvoj
Tijekom 1960-ih, Pilatus je započeo s idejama o osuvremenjivanju Pilatusa P-3 ugradnjom snažnijeg turboprop motora. Prvi takav zrakoplov, oznake P-3B te kasnije PC-7 Turbo-Trainer, je u osnovi bio obični P-3 s ugrađenim Pratt & Whitney Canada (PWC) PT6A-20 turboprop motorom. Prvi put je poletio 12. travnja 1966. no nakon nesreće prilikom slijetanja, Pilatus je zaustavio cijeli projekt jer tadašnje tržište nije bilo zainteresirano.

Projekt je oživljen 1973. kada je Pilatus ugradio PWC PT6A-25 turboprop motor s trokrakim propelerom na P-3 švicarskog ratnog zrakoplovstva. Ovaj drugi prototip oznake PC-7 Turbo Trainer je prvi put poletio 12. svibnja 1975. s testnim pilotom Hansom Gallijem za kontrolama. Prvi serijski proizvedeni zrakoplov je poletio 18. kolovoza 1978.

## Dizajn
PC-7 je imao novo jednodijelno krilo, redizajnirani stajni trap koji je mogao izdržati povećanje težine zrakoplova za ukupno 57%, izmijenjene repne površine, poklopac kabine koji je omogućavao bolje preglednost i moderinizirani raspored instrumenata u kokpitu s dvostrukim kontrolama za oba pilota.

Pilotska kabina nije bila pod pritiskom i piloti nisu imali sjedala za katapultiranje. te nije mogao nositi naoružanje iako je imao šest podrkilnih nosača nosivosti do 1.040 kg.

## Korisnici
Od 1981. do 1983. švicarsko ratno zrakoplovstvo je nabavilo 40 zrakoplova, a osim njih PC-7 je bio iznimno popuaran i na stranom tržištu. Tako je do kraja proizvodnje 2000. stranim kupcima isporučeno oko 455 zrakoplova.

## Tehničke karakteristike (PC-7 Turbo Trainer)
Osnovne karakteristike
- dužina: 10,13 m
- raspon krila: 10,12 m
- površina krila: 16,3 m2
- visina: 3,30 m

Letne karakteristike
- najveća brzina: 460 km/h
- dolet: 1.950 km
- brzina penjanja: 865 m/min
- najveća visina leta: 9.150 m
- motor: 1 x Pratt & Whitney Canada PT6A-25C turboprop